# Teruyuki Moniwa
Teruyuki Moniwa (Prefectura de Kanagawa, Japó, 8 de setembre de 1981) és un futbolista japonès.

## Selecció japonesa
Teruyuki Moniwa va disputar 9 partits amb la selecció japonesa.